# RF端子

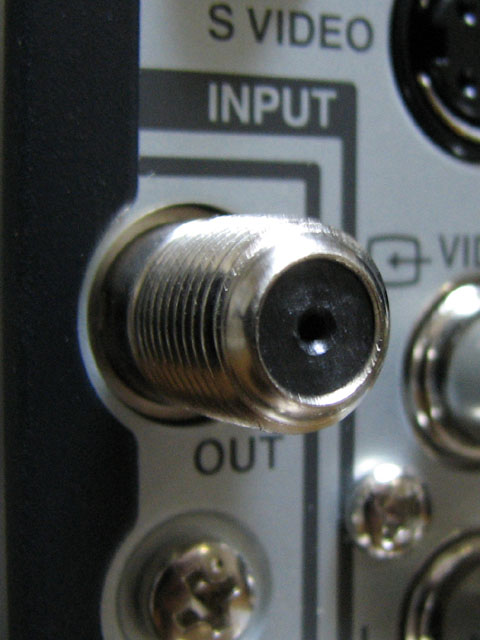
RF端子

RF端子（RFたんし）とは高周波（Radio Frequency）信号を扱う端子のことである。主な用途により以下のように大別されるが、狭義には以下のうちとくにRF接続用の出力端子のことをいう。
- 電波機器・高周波測定器の入出力端子
- 液晶テレビやプラズマテレビやBDレコーダーなどのアンテナ入出力端子、後付チューナのアンテナ入力端子。
- RF接続用の入出力端子（RFモジュレータを介して、映像出力をVHFの2chなどの形式として出力する端子）。

特性インピーダンスに対して整合がとれていることを特徴とする。